# Shaun Johnson

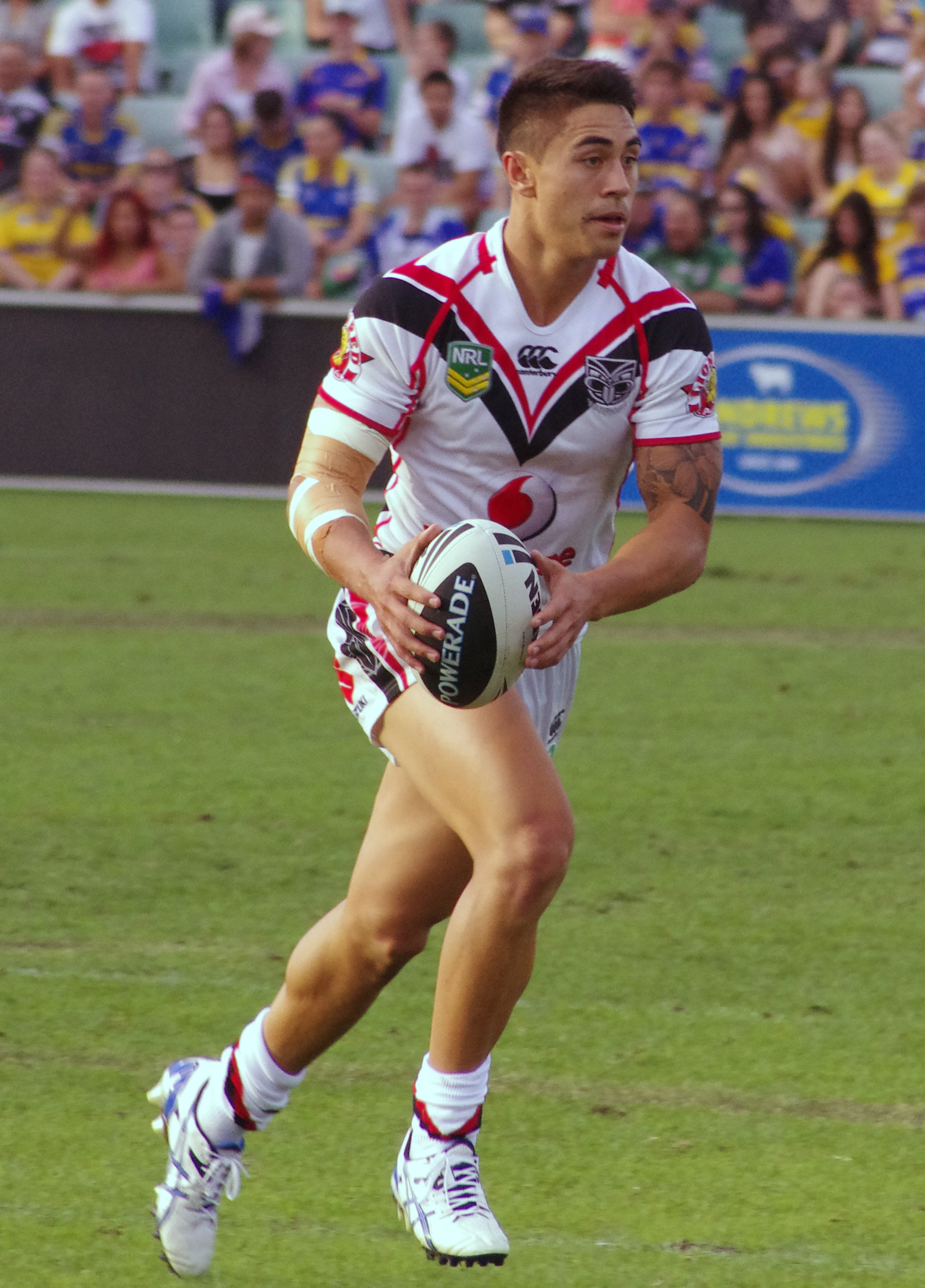
Johnson w barwach New Zealand Warriors (2013)

Shaun Johnson (ur. 9 września 1990 r. w Auckland) – nowozelandzki zawodnik rugby league występujący najczęściej na pozycji łącznika młyna (scrum-half bądź half back). Reprezentant kraju, wicemistrz świata i zdobywca tytułu najlepszego zawodnika na świecie.

## Młodość
Johnson wywodzi się z miejscowości Whangaparāoa na Wyspie Północnej w obszarze metropolitalnym Auckland, uczęszczał do pobliskiego Orewa College.
Jest wychowankiem lokalnego klubu Hibiscus Coast Raiders – na pierwsze zajęcia rugby league trafił w wieku czterech lat. W szkole średniej okazjonalnie grywał w dominującą w Nowej Zelandii odmianę rugby union czy futbol australijski, a w czasie letnich przerw brał udział w rozgrywkach touch – sportu wywodzącego się z bezkontaktowego wariantu rugby league. Ostatnia z wymienionych dyscyplin zyskała na znaczeniu dla niego, kiedy trenerzy zarzucili młodemu zawodnikowi, iż jest zbyt drobny, by myśleć o przyszłej grze w rugby league – jako trzynastolatek Johnson ważył zaledwie 35 kg. Niemniej – jak sam podkreślał – sportem, który zajmował go najbardziej, było zawsze 13-osobowe rugby.
W 2006 roku, wraz z młodzieżową nowozelandzką reprezentacją w futbolu australijskim, uczestniczył w międzynarodowym turnieju Barassi Youth Tournament, po którego zakończeniu został wybrany najlepszym zawodnikiem swojego zespołu. Po zawodach drużyna otrzymała zaproszenie do zwiedzenia siedziby klubu Sydney Swans, jednak wówczas kariera Johnsona jako obiecującego futbolisty zakończyła się. Mniej więcej w tym samym czasie, podczas pobytu w australijskim Gold Coast, pozostający bez zawodowego klubu junior przesłał do Burleigh Bears, miejscowego klubu rugby league, wideoklip stworzony przez jego ojca, a przedstawiający ponadprzeciętne umiejętności Shauna w grze w touch, zarejestrowane podczas letnich rozgrywek w parku. Pracujący w klubie Nowozelandczyk przekazał nagranie bezpośrednio do występującego w National Rugby League (NRL) zespołu New Zealand Warriors, co zapoczątkowało profesjonalną karierę Johnsona.

## Kariera klubowa
Po dołączeniu do Warriors, w 2009 roku Johnson występował w National Youth Championship rozgrywkach będących młodzieżowym (U-20) odpowiednikiem NRL. W uznaniu za solidne występy we wrześniu tego roku zaproponowano mu pierwszy zawodowy kontrakt. W sezonie 2010 raz jeszcze był podstawowym członkiem drużyny młodzieżowej, a ta niespodziewanie sięgnęła po złoty medal w swojej kategorii wiekowej.
Przed sezonem 2011 Johnson dołączył do pierwszej drużyny Warriors, jednak jeszcze w trakcie okresu przygotowawczego odniósł kontuzję pleców, która odsunęła w czasie jego debiut w NRL. Aby przyspieszyć powrót do optymalnej formy, młody zawodnik rozpoczął sezon w barwach Auckland Vulcans, drużynie występującej w rozgrywkach niższej rangi, New South Wales Cup. Ostatecznie Johnson swój pierwszy występ w NRL zaliczył w 13. kolejce, kiedy Warriors mierzyli się z Sydney Roosters. Niespełna 21-letni rugbysta szybko wywalczył sobie miejsce w wyjściowym ustawieniu, a niektórzy komentatorzy uznali jego debiut za punkt zwrotny w sezonie Warriors. Zespół z Nowej Zelandii, mimo słabego rozpoczęcia rozgrywek, przy wydatnym udziale Johnsona dotarł do wielkiego finału, gdzie jednak uległ Manly Warringah Sea Eagles. Po zakończeniu sezonu zawodnik podpisał nowy kontrakt wiążący go z Warriors do 2014 roku.
W 2012 roku z 12 przyłożeniami był ex aequo najskuteczniejszym zawodnikiem swojej drużyny; kolejnych 10 dołożył w sezonie 2013, kiedy dodatkowo przejął obowiązki podstawowego kopacza. Również w 2013 roku otrzymał powołanie na Mecz Gwiazd NRL – w zastępstwie kontuzjowanego Coopera Cronka.
Przed rozpoczęciem sezonu 2014 Johnson – pomimo wyraźnego zainteresowania ze strony innych klubów NRL, Canterbury Bulldogs i Penrith Panthers – przedłużył swój kontrakt z Warriors do 2017 roku. W następującym sezonie zdobył 163 punkty, a więc najwięcej w swojej drużynie (9 przyłożeń i 63 gole). Sezon 2015 w wykonaniu nowozelandzkiego zawodnika przedwcześnie zakończyło złamanie nogi, jakiego doznał w trakcie jednego ze spotkań.
Mimo wysokich oczekiwań i utalentowanej drużyny, po sporym sukcesie, jakim było dotarcie do finału NRL w 2011 roku, Warriors przez szereg kolejnych lat nie potrafili nawet nawiązać do tego poziomu, czy choćby awansować do fazy finałowej.

## Kariera reprezentacyjna
Shaun Johnson po raz pierwszy w reprezentacji kraju w rugby league wystąpił w 2010 roku w kategorii U-20. W barwach „Kiwis”, seniorskiej kadry, zadebiutował w 2012 roku meczu z Australią w ramach tzw. Anzac Test. W 2013 znalazł się w składzie na Puchar Świata, gdzie Nowozelandczycy dopiero w finale ulegli australijskim „Kangaroos”. Sam Johnson zdobywając 76 punktów, został najskuteczniejszym graczem turnieju. W międzyczasie został najlepszym zawodnikiem meczu z Francją, kiedy to zdobył 24 punkty; zdobył także zwycięskie przyłożenie w półfinałowym pojedynku z gospodarzami turnieju, Anglią.
Rok później Shaun był jednym z zawodników, którzy poprowadzili „Kiwis” do drugiego w historii zwycięstwa w Pucharze Czterech Narodów. Wysoka dyspozycja przyniosła Johnsonowi tytuł najlepszego gracza meczu finałowego przeciw Australii (podobnie jak podczas meczu fazy zasadniczej pomiędzy tymi dwiema drużynami). Został także laureatem nagrody Golden Boot (Złoty But) przyznawanej najlepszemu zawodnikowi na świecie przez prestiżowy magazyn Rugby League World. Sam Johnson częściowo zgodził się z krytyką, jaka go wówczas spotkała – przyznał, że choć rozumie dlaczego przyznano mu to wyróżnienie (jurorzy zobowiązani są brać pod uwagę przede wszystkim występy na niwie reprezentacyjnej), nie uważa się za najlepszego na świecie.
Z uwagi na styl gry Johnson był kandydatem części mediów do gry w reprezentacji w rugby 7 podczas Igrzysk Olimpijskich w Rio w 2016 roku. Kontakt z zawodnikiem miał – według nieoficjalnych doniesień – nawiązać selekcjoner Gordon Tietjens, zaś gracz Warriors jeszcze w 2012 roku wyraził wstępne zainteresowanie możliwością uczestnictwa w turnieju „siódemek”. Jako że w późniejszym czasie New Zealand Rugby Union wykluczyło udział w Igrzyskach zawodników nieuprawiających stale rugby union, Johnson nigdy nie otrzymał powołania lub jego oficjalnej propozycji.

## Styl gry i krytyka występów
Johnson w swojej grze cechuje się dużą kreatywnością i wysokimi umiejętnościami technicznymi. Nowozelandczyk stosuje szeroki wachlarz sztuczek – markowe podania, zmiana rytmu i kierunku biegu, umiejętność unikania szarż rywali; jest także jednym z najszybszych zawodników w swojej dyscyplinie, dzięki czemu stanowi nieustanne zagrożenie dla defensywy rywali. Cechą charakterystyczną jego występów są rozmaite kopnięcia taktyczne (dalekie przeniesienia gry poprzez zagranie nogą, „zawieszenie piłki” w powietrzu czy zagrania jej po ziemi w ostatniej fazie akcji); ponadto Johnson stosunkowo pewnie wykonuje kopnięcia na bramkę: rzuty karne czy podwyższenia.
Widowiskowa gra szybko przyniosła porównania Johnsona do bardziej znanych zawodników rugby league, Staceya Jonesa, Andrew Johnsa, a ze względu na bardzo charakterystyczny rodzaj zwodów do Benjiego Marshalla.
Mimo tego komentatorzy stosunkowo często zarzucają reprezentantowi Nowej Zelandii brak regularności i wahania formy na przestrzeni całego sezonu. Wskazują, że nie potrafił w pełni zrealizować pokładanych w nim nadziei, a do tego przeplata natchnione spotkania przeciętnymi, niekiedy wręcz łącząc takie rodzaje zagrań w czasie jednego meczu. Jednym z największych zastrzeżeń do gry Johnsona jest fakt, że mimo kolejnych sezonów spędzonych w utalentowanym otoczeniu, New Zealand Warriors pod jego wodzą nie zdołali wywalczyć końcowego tryumfu w NRL bądź zbliżyć się do tego osiągnięcia, grając na miarę swoich oczekiwań.

## Nagrody i wyróżnienia
- nagroda Rugby League International Federation dla najlepszego debiutanta roku 2012 (RLIF Rookie of the Year 2012)[30]
- Złoty But magazynu Rugby League World dla najlepszego zawodnika na świecie w roku 2014 (Rugby League World Golden Boot 2014)[2]

## Życie osobiste
Shaun wraz z trzema braćmi, Adamem, Joem i Topo wychowywany był wyłącznie przez ojca, Paula po tym, jak ten w 1995 roku rozszedł się z pochodzącą z Laosu matką chłopców, Thongsay.